# Liechtensteiner Cup 2024/25
Der Liechtensteiner Cup 2024/25 (bis 2022: Aktiv-Cup) war die 80. Austragung des Fussballpokalwettbewerbs der Herren in Liechtenstein. Der Wettbewerb wurde vom 14. August 2024 bis zum 20. Mai 2025 in fünf Runden im K.-o.-System ausgespielt. Titelverteidiger war der FC Vaduz.

## Modus
Sämtliche Liechtensteiner Mannschaften, die am Schweizer Ligensystem teilnehmen, wurden auch für den Liechtensteiner Cup gemeldet. Das heisst, dass auch Zweit- und Drittmannschaften mitspielen. Nach einer Vorqualifikation mit zwei Teams stiegen alle restlichen 15 Mannschaften im Achtelfinal ein. Die unterklassige Mannschaft hat bis inklusive des Halbfinals automatisch das Heimrecht.
Der Liechtensteiner Cup wurde im K.-o.-System ausgetragen. Die Spiele fanden an folgenden Daten statt:
- Vorqualifikation (14. August 2024): 2 Teams, der Sieger war für das Achtelfinale qualifiziert.
- Achtelfinale (4./10./17./18. August 2024): 16 Teams, die Sieger sind für das Viertelfinale qualifiziert.
- Viertelfinale (16./29./30. Oktober 2024): 8 Teams, die Sieger sind für das Halbfinale qualifiziert.
- Halbfinale (9./23. April 2025): 4 Teams, die Sieger sind für das Endspiel qualifiziert.
- Final (20. Mai 2025)

## Teilnehmende Mannschaften
Folgende 17 Mannschaften wurden für den Wettbewerb gemeldet.
| Challenge League (II) | 1. Liga (IV)      | 2. Liga interregional (V) | 2. Liga (VI)                     | 3. Liga (VII)             | 4. Liga (VIII)                                                                                                 | 5. Liga (IX)                     |
| --------------------- | ----------------- | ------------------------- | -------------------------------- | ------------------------- | --- | -------------------------------- |
| FC Vaduz              | USV Eschen-Mauren | FC Balzers                | FC Ruggell FC Schaan FC Vaduz II | FC Triesen FC Triesenberg | FC Balzers II FC Ruggell II FC Schaan II FC Triesen II USV Eschen-Mauren II USV Eschen-Mauren III FC Vaduz III | FC Balzers III FC Triesenberg II |

## Vorqualifikation
Die einzige Partie der Vorqualifikation fand am 14. August 2024 statt. Die restlichen 15 Mannschaften hatten für diese Runde ein Freilos.
| Datum      |                | Ergebnis |              |
| ---------- | -------------- | -------- | ------------ |
| 14.08.2024 | FC Balzers III | 2:6      | FC Vaduz III |

## Achtelfinale
Die Partien der Achtelfinals finden zwischen dem 4. und 18. September 2024 statt. Zu der siegreichen Mannschaft der Vorqualifikation stiessen in dieser Runde die restlichen 15 Teams. Die drei höchstklassigen Mannschaften (FC Vaduz, USV Eschen-Mauren und FC Balzers) konnten in dieser Runde noch nicht gegeneinander gelost werden.
| Datum      |                       | Ergebnis |                   |
| ---------- | --------------------- | -------- | ----------------- |
| 04.09.2024 | FC Ruggell II         | 2:1      | FC Schaan         |
| 10.09.2024 | FC Vaduz III          | 0:8      | FC Ruggell        |
| 17.09.2024 | FC Triesen            | 00:13    | FC Vaduz          |
| 17.09.2024 | USV Eschen-Mauren II  | 3:0      | FC Schaan II      |
| 17.09.2024 | FC Balzers II         | 0:5      | FC Vaduz II       |
| 17.09.2024 | FC Triesenberg II     | 3:2      | FC Triesen II     |
| 18.09.2024 | FC Triesenberg        | 0:4      | USV Eschen-Mauren |
| 18.09.2024 | USV Eschen-Mauren III | 1:6      | FC Balzers        |

## Viertelfinale
Die Partien des Viertelfinals fanden zwischen dem 16. und 30. Oktober 2024 statt.
| Datum      |                   | Ergebnis  |                      |
| ---------- | ----------------- | --------- | -------------------- |
| 16.10.2024 | FC Triesenberg II | 00:10     | FC Vaduz             |
| 29.10.2024 | FC Ruggell II     | 3:1       | USV Eschen-Mauren II |
| 30.10.2024 | FC Ruggell        | 1:2 n. V. | FC Balzers           |
| 30.10.2024 | FC Vaduz II       | 1:3 n. V. | USV Eschen-Mauren    |

## Halbfinale
Die Partien des Halbfinals fanden am 9. und 23. April 2025 statt.
| Datum      |                   | Ergebnis |            |
| ---------- | ----------------- | -------- | ---------- |
| 09.04.2025 | FC Ruggell II     | 00:15    | FC Balzers |
| 23.04.2025 | USV Eschen-Mauren | 3:7      | FC Vaduz   |

## Final
Der Final fand am 20. Mai 2025 statt.
| Paarung        | FC Balzers – FC Vaduz |
| Ergebnis       | 2:3 (1:0) |
| Datum          | 20. Mai 2025 um 19:00 Uhr |
| Stadion        | Rheinpark Stadion, Vaduz |
| Zuschauer      | 1.185 |
| Schiedsrichter | Hüseyin Sanli ( Schweiz) |
| Tore           | 1:0 Medin Murati (15.), 2:0 Matti Forrer (49.), 2:1 Fabrizio Cavegn (65.), 2:2 Javier Navarro (75.), 2:3 Fabrizio Cavegn (79.) |
| FC Balzers     | Lorenzo Lo Russo – Andrin Netzer, Tino Dietrich, Aljaž Kavčić, Justin Seifert (85. Niklas Beck) – Medin Murati – Marino Cavegn (85. Bahadir Gündoğdu), Emir Murati , Matti Forrer – Ferhat Saglam (71. Dario Stöber) Cheftrainer: Marius Zarn                                                                         |
| FC Vaduz       | Benjamin Büchel – Mischa Beeli, Liridon Berisha, Denis Simani, Lars Traber – Nicolas Hasler (46. Cédrik Gasser) Sandro Wieser (75. Jonathan de Donno), Dominik Schwizer (46. Lorik Emini), Ronaldo Dantas Fernandes (30. Javier Navarro) – Kaio Eduardo (46. Malik Deme), Fabrizio Cavegn Cheftrainer: Marc Schneider |
| Gelbe Karten   | Emir Murati (67.), Medin Murati (78.), Dario Stöber (90.+5') – Mischa Beeli (33.), Dominik Schwizer (39.), Cédrik Gasser (49.), Lars Traber (56.), Sandro Wieser (73.), Lorik Emini (89.), Liridon Berisha (90.+5')                                                                                                   |
| Platzverweise  | Bahadir Gündoğdu (90.+5', Rudelbildung) – Denis Simani (90.+5', Rudelbildung) |